# ماشین‌کاری سایشی
ماشین‌کاری سایشی (به انگلیسی: Abrasive machining) یک فرایند ماشین کاری است که در آن مواد با استفاده از انبوهی از ذرات ساینده کوچک از قطعه کار برداشته می‌شود. نمونه‌های متداول آن شامل سنگ زنی، سنگ کِشی (هونینگ) و پرداخت و پولیشکاری است. فرآیندهای سایشی معمولاً گران هستند، اما نسبت به سایر فرآیندهای ماشینکاری قادر به تولید تلرانس‌های دقیق تر و اتمام سطح بهتری هستند.
براده‌های تولید شده شبیه براده‌هایی است که توسط فرایندهای دیگر ماشین‌کاری تولید می‌شوند. با این فرایند می‌توان از نرم‌ترین و صاف‌ترین سطوح قابل تحصیل طی هر نوع فرایند ماشین‌کاری با برداشتن مقدار بسیار کمی براده تا سطوح خشن و زبر با آهنگ براده برداری زیاد ایجاد کرد.
ذرات ساینده ممکن است به یکی از سه صورت باشند: آزاد، همراه با چسب روی یک نوار (به نام محصول ورقه‌ای)، و متداول‌ترین صورت به شکل فشرده به صورت سنگ یا چرخ که در آن‌ها مواد ساینده به کمک مادهٔ چسباننده در کنار یکدیگر نگه داشته می‌شوند (به نام محصول چسبی یا چرخ سمباده).
فرایند برداشتن فلز در همهٔ فرایندهای ماشین‌کاری سایشی یکی است و تفاوت مهم آن‌ها در فاصلهٔ عمل دانه‌ها و صلبیت و درجهٔ استحکام چسب دانه هاست.
در مقایسه با ماشین‌کاری، فرایند ماشین‌کاری سایشی سه مشخصهٔ منحصر به فرد دارد:
اول: اینکه لبهٔ برندهٔ بسیار کوچکی دارد و تعداد زیادی از این لبه‌ها به‌طور هم‌زمان می‌توانند عمل تراش را صورت دهند و در صورتی که ماشین مناسبی به کار گرفته شود، تراشکاری بسیار ظریف امکان‌پذیر است و می‌توان سطوح صاف و با کنترل ابعاد دقیق ایجاد کرد.
دوم: به علت استفاده از سنگ‌های سایندهٔ فوق‌العاده سخت، از جمله الماس می‌توان سطوح بسیار سخت همچون فولاد سخت شده، شیشه، کاربید و سرامیک را به راحتی ماشین‌کاری کرد. در نتیجه فرایندهای ماشین‌کاری سایشی نه تنها فرایندهای ساخت مهمی هستند، بلکه اساساً از فرایندهای ضروری به‌شمار می‌آیند. بسیاری از قطعات محصولات مدرن امروزی از قبیل ماشین‌های ابزار مدرن، اتومبیل‌ها، سفینه‌های فضایی و هواپیماها را نمی‌توان بدون کمک این فرایندها ساخت.
سوم: اینکه در سنگ زنی، هیچ کنترلی بر شکل واقعی ابزار یا دیگر متغیرهای تراش وجود ندارد. به دلیل وجود این متغیرها، سنگ زنی فرایند پیچیده‌ای است.

## اصول
صافی سطح یک قطعه به دلایل فنی و اقتصادی بسیار مهم است؛ مثلاً سطوح صاف، خواص فیزیکی و مکانیکی را بهبود می‌بخشند یا سطوح درگیر با هم، باید به خوبی پرداخت شده باشند تا از اتلاف انرژی و سایش به علت اصطکاک جلوگیری شود؛ بنابراین در روند تولید قطعات صنعتی، پرداخت کاری و صیقل کاری سطح، به عنوان یک عملیات نهایی جایگاه خاص و مهمی دارند. این عملیات اغلب با محدودیت‌ها و مشکلاتی همراه است، مثلاً بیشترین زمان کاربری در چرخهٔ تولید قطعه را به خود اختصاص می‌دهد یا کمترین کنترل را می‌توان روی آن داشت. با رشد روزافزون فناوری و نیاز به ساخت قطعات دقیق تر در صنایع مختلف، انواع روش‌های ساخت نیز پیشرفت چشم‌گیری داشته‌اند. یکی از انواع روش‌های ساخت که در این زمره قرار می‌گیرد ماشین‌کاری است. انواع مختلف روش‌های ماشین‌کاری نوین و فوق دقیق در سال‌های اخیر ابداع شده و پیشرفت کرده‌اند. فرایندهای پرداخت سطوح نیز از جمله فرایندهای زیر شاخهٔ ماشین‌کاری هستند که در صنایع مختلف کاربردهای فراوانی دارند. روش‌های پرداخت سطح در صنایع مختلفی از جمله الکترونیک، کامپیوتر، اپتیک، هوا و فضا و… بسیار کاربردی هستند. به همین دلیل در سال‌های اخیر روش‌های نوینی برای پرداخت سطح به وجود آمده‌اند. این روش‌ها که با عنوان فرایندهای ماشین‌کاری سایشی شناخته می‌شوند در گذشته با ابزارهای جامد مانند سنگ و سمباده و… انجام می‌شده‌اند. برای غلبه بر محدودیت‌های مختلف موجود در فرایندهای پرداخت سنتی، فرایندهای پیشرفتهٔ پرداخت به وجود آمده‌اند. امروزه و بنابر نیاز در صنایع، روش‌هایی برای انجام ماشین‌کاری سایشی بدون نیاز به ابزار جامد شکل گرفته و رونق فراوانی یافته‌اند. در این روش ذرات ساینده درون محیط سیال به صورت شناور قرار می‌گیرند و همراه با جریان سیال به سطح برخورد کرده و فرایند پرداخت را انجام می‌دهند.

## تاریخچه
فرایند ماشین‌کاری سایشی قدیمی‌ترین فرایند ماشین‌کاری است. در موزه‌ها نمونه‌های فراوانی از دست افزار، وسایل آشپز خانه و جنگ‌افزارهایی که توسط مردم باستان تهیه شده‌است مشاهده می‌گردد. در آن زمان با سایش مواد نرم روی سنگ‌های سخت و از بین بردن قسمت‌های ناخواسته آن را به شکل دلخواه درمی‌آوردند. تا قرن‌ها فقط مواد سایندهٔ طبیعی در دسترس بود و فرایندهای ماشین‌کاری اساسی جدید تر با استفاده از مواد تراشهٔ برتر توسعه یافته‌اند.
با ظهور انقلاب صنعتی، در بسیاری از صنایع به تدریج کار دستی جای خود را به ماشین‌ها داد و این روند به گونه‌ای توسعه یافت که در حال حاضر بسیاری از قطعات صنعتی از مراحل ابتدایی تولید گرفته تا مراحل آخر آن مثل پرداخت کاری و صیقل کاری به وسیلهٔ ماشین‌ها به وجود می‌آیند؛ ولی هنوز با توجه به نکاتی مثل افزایش نیاز به قطعات ریز با پرداخت سطح عالی یا کار کردن روی چند قطعه یا چند ناحیه از یک قطعه به صورت همزمان، عملیات پیچیده‌ای مورد نیاز بود که سامانه‌های معمول مکانیکی ما در مورد آن‌ها کاملاً خام و ناکارآمد بودند از این رو طراحان و مهندسین حوزه‌های مختلف صنعت تلاش کردند تا براساس نیاز خود، روش‌ها و دستگاه‌های بهتری را برای این منظور طراحی و تولید کنند. با وجود تمام این تلاش‌ها حتی اکنون بسیاری از ابزارها و قالب‌های صنعتی یا بسیاری از سطوح پیچیده در قطعات صنعتی، اغلب به صورت دستی صیقل کاری و پرداخت می‌شوند. پرداخت کاری و صیقل کاری ماشینی سطوح نیز با روش‌های معمول و سنتی، برای تمام قطعات یا امکان‌پذیر نیست یا وقت گیر بوده یا کنترل بالایی روی کیفیت سطح به دست آمده نمی‌توان داشت. به منظور کاهش زمان پرداخت و کاهش هزینهٔ پرداخت عالی سطح، روش‌های پیشرفتهٔ ماشین‌کاری بدون دخالت دست به وجود آمد. اولین بار در دههٔ ۱۹۶۰ فرایندهای پرداخت پیشرفته به وسیلهٔ ذرات ساینده مطرح شد. این گونه روش‌ها نسبت به روش‌های سنتی مانند سنگ زنی، لپینگ و هونینگ دقت بالاتری دارند. ابتدایی‌ترین روش پیشنهاد شده برای ماشین‌کاری سایشی، روش AFM است. این روش برای پرداخت سطوح داخلی مناسب است. روش MAF برای پرداخت سطوح داخلی و روش MRF برای پرداخت سطوح تخت نیز بعدها مطرح شد. در دههٔ ۱۹۸۰ روش دیگری از انواع فرایندهای پرداخت پیشرفته به نام MFP (پرداخت سطح به وسیلهٔ ذرات سایندهٔ شناور در سیال مغناطیسی) مطرح شده که برای پرداخت سطوح ساچمه‌های سرامیکی به کار می‌رود.

## مواد ساینده
مادهٔ ساینده مادهٔ سختی است که قابلیت بریدن یا ساییدن مواد دیگر را داشته باشد. مردم باستان از سنگ‌های ماسه‌ای برای تیز کردن ابزار و جنگ‌افزار خود استفاده می‌کردند. چرخ‌های سمبادهٔ اولیه را از قطعات بزرگ سنگ‌های ماسه‌ای می‌بریده‌اند؛ ولی از آنجا که سختی قسمت‌های مختلف این چرخ‌ها یکنواخت نبوده‌اند، فرسایش آن‌ها نامنظم و نتایج حاصله غیر یکنواخت بوده‌است. سمباده مخلوطی از اکسید آلومینیوم و اکسید مغناطیسی آهن است که به عنوان سایندهٔ طبیعی دیگری به صورت روکشی روی پارچه یا کاغذ کشیده می‌شود. سنگ سمباده و الماس از دیگر مواد سایندهٔ طبیعی هستند. امروزه کوارتز، ماسه، لعل و الماس تنها ساینده‌های طبیعی هستند که هنوز اهمیت تجاری دارند. به عنوان نمونه در درجهٔ اول از ماسهٔ کوارتز به عنوان مادهٔ ساینده در ورقه‌های ساینده و در فرایند پاشیدن ذرات به کمک هوا استفاده می‌شود، ولی مواد سایندهٔ مصنوعی نیز در این زمینه جای خود را باز کرده‌اند. گسترش ساخت مواد سایندهٔ مصنوعی با خواص یکنواخت این امکان را به وجود آورده‌اند که فرایندهای ماشین‌کاری سایشی در ردیف اول ماشین‌کاری دقیق قرار بگیرند. سختی ویژگی کلیدی یک مادهٔ ساینده است. دانه‌ها باید در دمای بالا قابلیت از هم پاشیدگی داشته باشند. دو خاصیت دیگر در دانه‌های ساینده مهم است: ساییدگی و تردی. ساییدگی به عمل سایش مالشی دانه‌ها گفته می‌شود که در اثر آن لبه‌های تازهٔ آن کند شده و دانه‌ها پهن و چرخ براق می‌شود. دوم تردی که به شکست دانه مربوط می‌شود و در نقطهٔ مقابل چقرمگی قرار دارد. در سنگ زنی قابلیت شکست دانه‌ها و ایجاد لبه‌های تیز تازه اهمیت دارد.

## سنگ کاری پرداخت
نوعی فرایند براده برداری است که طی آن با استفاده سنگ‌های سمبادهٔ ظریف مقدار بسیار کمی فلز برداشته می‌شود. سرعت تراش در این فرایند به مراتب کمتر از سنگ زنی است. این فرایند به منظور پرداخت سوراخ‌های تراشکاری شده، برداشتن خراش‌های معمولی ناشی از سوراخ تراشی (شیب، تموج و اثر ابزار) یا از بین بردن اثرات باقی‌مانده از سنگ زنی استفاده می‌شود. مقدار فلز برداشته شده معمولاً حدود ۰٫۱۲ میلی‌متر (۰٫۰۰۵ اینچ) یا کمتر است. هر چند سنگ کاری پرداخت گاهی با دست انجام می‌گیرد، ولی معمولاً از تجهیزات ویژه استفاد می‌شود. بیشتر سنگ کاری‌های پرداخت روی سطوح استوانه‌ای داخلی نظیر دیوارهٔ سیلندر موتور اتومبیل انجام می‌شود. معمولاً سنگ‌های پرداخت را در یک سرسنگ بسته و با فشار کم و کنترل شده با سطح پرداخت کردنی در تماس قرار می‌دهند. سرسنگ از خارج هدایت نمی‌شود، ولی در عوض با غوطه ور شدن در سوراخ، به وسیلهٔ سطح کار هدایت می‌شود. به منظور پرهیز از تکرار مسیر یک دانه روی سطح کار، به سنگ پرداخت حرکت مرکب می‌دهند (مثلاً چرخش همراه با حرکت نوسانی محوری). برای پرداخت سطوح خارجی و تخت حرکت‌های نوسانی متناوب به کار می‌روند. طول مسیر این حرکت‌ها باید به گونه‌ای باشد که در انتهای هر مسیر سنگ قدری از سطح کار بگذرد. تقریباً در تمام سنگ کاری‌های پرداخت واقعی از سیال تراشکاری استفاده می‌شود. تقریباً تمام عملیات سنگ کاری پرداخت به وسیلهٔ سنگ‌هایی صورت می‌گیرد که از به هم چسبانیدن دانه‌های سایندهٔ مصنوعی ظریف ساخته شده‌اند. تفاوت سنگ‌های پرداخت با چرخ‌های سمباده، وجود مواد اضافی نظیر گوگرد، چسب پلاستیکی یا موم، در مادهٔ چسبانندهٔ آن هاست که غالباً برای اصلاح عمل تراش به کار می‌روند. اندازهٔ دانه‌های ساینده بین ۸۰ تا۶۰۰ است. معمولاً این سنگ‌ها به صورت ابزارهای محیطی ساخته می‌شوند. ماشین‌های سنگ کاری پرداخت تک یا چند محوره در هر دو نوع افقی و عمودی وجود دارند. پاره‌ای از این ماشین‌ها به وسایل اندازه‌گیری ویژهٔ حساسی مجهز هستند که پس از رسیدن اندازهٔ قطعه به حد مطلوب سرسنگ را خم می‌کنند تا از کار جدا شود. غالباً برای پرداخت سطح داخلی یک استوانهٔ کوچک، آن را با دست نگه می‌دارند و با ایجاد حرکت رفت‌وآمدی در مقابل سنگ چرخان پرداخت می‌کنند. اگر حجم کار زیاد باشد، سنگ کاری پرداخت فرایند نسبتاً کم هزینه‌ای است. دورهٔ کامل عمل پرداخت به انضمام بازکردن و بستن قطعه کار، غالباً کمتر از یک دقیقه است.

## سنگ کاری فوق پرداخت
فوق پرداخت نوعی سنگ کاری پرداخت است که معمولاً بر روی سطوح تخت انجام می‌شود و در عوامل زیر به کار گرفته می‌شود:
- فشار بسیار کم و کنترل شده
- مسیر حرکت رفت‌وآمدی کوتاه
- مسیر حرکت رفت‌وآمدی کنترل شده به‌طوری‌که هیچ دانهٔ ساینده دو بار یک مسیر را طی نمی‌کند.
- از مقادیر معتنابهی سیال سردکننده- روان‌ساز با گرانروی کم استفاده می‌شود و روی سطح کار را می‌پوشانند.

عمل فوق پرداخت بر اساس این پدیده است که اگر مقدار سیال با گرانروی مشخص بین دو سطح جفت شونده که نیروی بینشان از حد بحرانی معمولی تجاوز نکرده‌است و ناصافی سطح آن‌ها از اندازهٔ معینی بیشتر نیست، قرار گیرد، لایهٔ نازک بین دو سطح پایدار و در آنجا با همان ضخامت باقی می‌ماند. در نتیجه پس از آنکه ناصافی‌های نوک تیز سطح به وسیلهٔ سنگ پرداخت با فشار کنترل شده برداشته شدند و صافی سطح به حد معینی رسید، مادهٔ سیال لایهٔ پیوسته‌ای بین سنگ و قطعه کار به وجود می‌آورد و عمل تراش دیگر انجام نمی‌شود؛ بنابراین با استفاده از روان‌ساز، سنگ و فشار مشخص، می‌توان تمام قطعات را با درجهٔ صافی یکسان پرداخت کرد. فوق پرداخت برای هر دو نوع سطح استوانه‌ای و تخت به کار می‌برند. با استفاده از مقادیر فراوان روانساز سردکننده، دمای قطعه کار یکنواخت می‌ماند و تمام ذرات فلز ساییده شده، شسته و از محیط دور می‌شوند تا از خراشیده شدن سطح جلوگیری کند.

## صیقل کاری
صیقل کاری پرداخت سایشی سطح به وسیلهٔ دانه‌های ساینده‌ای است که در سطح یک مادهٔ نرم به نام چرخ صیقل غوطه ور شده‌اند. مادهٔ سطح چرخ صیقل ممکن است به نرمی پارچه تا سختی چدن یا مس باشد، ولی در هر صورت از مادهٔ پرداخت کردنی نرم‌تر است و فقط به عنوان نگهدارندهٔ دانه‌های سایندهٔ سخت عمل می‌کند. صیقل کاری در مورد فلزات و غیر فلزات هر دو به کار می‌رود. در اثر مالیدن چرخ صیقل دانه دار شده بر روی یک سطح، دانه‌های ساینده مقدار مختصری از ماده سطح سخت‌تر را برمی‌دارند. در نتیجه، عمل تراش بوسیلهٔ ذرات ساینده صورت می‌گیرد و صفحهٔ نگهدارندهٔ نرم‌تر فرسوده نمی‌شود، زیرا دانه‌های ساینده در صفحهٔ نگهدارنده می‌نشینند و در عرض آن حرکت نمی‌کنند. این عمل همیشه به همین صورت اتفاق می‌افتد، یعنی اگر دو قطعه که بین آن‌ها دانه‌های سایندهٔ ظریف قرار گرفته‌است به هم مالیده شوند، دانه‌های ساینده در مادهٔ نرم‌تر فرومی‌روند و سطح سخت را می‌سایند. در صیقل کاری معمولاً دانه‌های ساینده به وسیلهٔ یک رسانه نظیر گریس، روغن یا آب بین چرخ صیقل و سطح کار نگه داشته می‌شود. اندازه دانه‌ها از ۱۲۰ تا ظریفترین اندازه پودری است، در نتیجه مقدار بسیار کمی فلز برداشته می‌شود. از آنجا که این فرایند از نظر آهنگ برداشتن فلز بسیار کند است، فقط برای از بین بردن آثار و خراش حاصل از سنگ زنی یا سنگ کاری پرداخت بکار می‌رود یا برای ایجاد سطوح فوق‌العاده صاف و تخت نظیر سطوح مورد نیاز در سنجه‌های مکعب مستطیلی یا قسمت‌های آب‌بندی شدهٔ تحت فشار زیاد مورد استفاده قرار می‌گیرد. تقریباً ماده با هر درجهٔ سختی را می‌توان صیقل زد. البته صیقل کاری مواد نرم دشوار است زیرا دانه ساینده تمایل به نشستن در آن پیدا می‌کند. معمولی‌ترین ماده برای چرخ صیقل چدن ریزدانه است. مس نیز غالباً مورد استفاده قرار می‌گیرد و ماده متداول برای صیقل کاری الماس است. برای صیقل کاری فلزهای سخت شده در بررسی‌های متالوگرافی از چرخ‌های صیقل پوشیده با پارچه استفاده می‌شود. صیقل کاری را می‌توان با دست یا با دستگاه‌های مخصوص انجام داد. در صیقل کاری دستی، چرخ صیقل تخت و شبیه ورقه‌های مسطح است. غالباً در عرض چرخ ساینده شیارهایی به وجود می‌آورند تا دانه‌های ساینده اضافی و تراشه‌ها در آنجا جمع شوند. معمولاً برای ایجاد تراشه‌های یکنواخت، قطعه کار را در عرض چرخ سطح چرخ صیقل با حرکت‌های نامنظم دورانی حرکت می‌دهند و مرتباً آن را می‌چرخانند. در ماشین‌های صیقل کاری، برای به دست آوردن سطوح تخت، قطعات کار را آزادانه در کفه‌های سوراخ دار گذاشته و به وسیلهٔ سرهای شناور با چرخ صیقل چرخان در تماس قرار می‌دهند. کفه‌ها به آهستگی دوران می‌کنند و کار را در یک مسیر نامنظم حرکت می‌دهند. برای صیقل کاری دو سطح متوازی می‌توان از دو چرخ صیقل استفاده کرد که یکی در زیر کار و دیگری در بالای آن می‌چرخد. برای صیقل کاری سطوح گرد، ماشین‌های گوناگون وجود دارد. برای صیقل کاری قطعات استوانه‌ای کوچک نظیر خارهای پیستون و شیارهای بلبریگ از نوع ویژه‌ای ماشین صیقل کاری بدون مرغک استفاده می‌شود. با بالا گرفتن نیاز به سطوح سخت شده با ناصافی کمتر از چند میکرومتر، استفاده از صیقل کاری افزایش یافته‌است. لیکن از آنجا که صیقل کاری، فرایندی با براده برداری کند است و مسلماً در مقایسه با روش‌های دیگر بسیار پرهزینه تر است، باید تنها در مواردی که نیاز قطعی به استفاده از آن است، به کار گرفته شوند.

## هونینگ
در عملیات هونینگ یک سنگ ساینده با انجام حرکات گردشی و رفت و برگشتی، از سطح قطعه کار مقدار اندکی براده برداری نموده و آن را پرداخت می‌کند. سطح قطعه کار پس از هونینگ، در حد عالی پرداخت و یکنواخت خواهد بود. هونینگ فرایند پرداخت کاری نهایی سطح مدور و یکنواخت است. در این فرایند از یک سطح سایندهٔ مخصوص براده برداری از سطوح فلزی و غیر فلزی استفاده می‌شود. حرکت سنگ به صورت ترکیبی (گردشی و رفت و برگشتی) است. در این فرایند به دلیل وجود خنک‌کنندهٔ فراوان و براده برداری اندک حرارت و اعوجاج ابعادی قابل توجه در قطعه کار به وجود نمی‌آید. سنگ‌های مورد استفاده در هونینگ نیز خود تیز شونده هستند. وقتی دانه‌های سنگ هونینگ کند می‌شوند، از سنگ جدا شده و دانه‌هایی با لبه‌های تیز ظاهر می‌شود. عملیات هونینگ در عمل، فقط برای بهبود کیفیت پرداخت سطوح قطعات مورد استفاده قرار می‌گیرد. هونینگ یک عملیات تکمیل اندازه (در حد میکرون) و پرداخت سطح قطعه کار است. همچنین با انجام عملیات هونینگ می‌توان حالت موجی سطوح براده برداری شده یا سنگ خورده را نیز برطرف کرد. انجام فرایند هونینگ همراه با خنک‌کنندهٔ فراوان است. با انجام عملیات هونینگ می‌توان عملیات اصلاحی مختلفی روی قطعات انجام داد که برخی از آن‌ها عبارتند از:
- از بین بردن خطوط باقی‌مانده از عملیات براده برداری قبلی (تراشکاری، سوراخ کاری، سنگ‌زنی و…)
- کامل کردن اندازهٔ قطر قطعه کار
- برطرف کردن دو پهنی قطعات
- برطرف کردن سطوح موجی شکل
- ایجاد خطوط ضربدری بسیار ظریف جهت روغنکاری مطلوب

هونینگ از نظر نوع کاربرد به دو دسته تقسیم می‌شود: هونینگ داخلی که برای پرداخت کاری داخل سوراخ استفاده می‌شود. معمولاً برای پرداخت کاری داخل سیلندر خودرو مورد استفاده قرار می‌گیرد و هونینگ خارجی که برای پرداخت کاری سطوح خارجی استفاده می‌شود.

## اثرات هونینگ بر خواص ماده
با توجه به عدم ایجاد گرما در عملیات هونینگ هیچ تغییری در خواص فیزیکی و شیمیایی قطعه ایجاد نمی‌شود. به همین دلیل هونینگ تقریباً هیچ تغییری در خواص مواد و قطعه کار به وجود نمی‌آورد. در هونینگ مواد نرم، سطح قطعه کار به خوبی صیقل نمی‌شود و این پدیده شاید تنها ضعف این روش باشد. ایجاد خطوط ضربدری روی سطح، قابلیت روانکاری سطح را (در کاربرد اصلی قطعه کار) بهبود می‌بخشد؛ زیرا همیشه مقداری روانکار در این خطوط باقی می‌ماند.

## عوامل مؤثر بر نتایج فرایند هونینگ
عوامل زیادی وجود دارند که دقت ابعادی و پرداخت سطوح قطعه کار پس از هونینگ تأثیر دارند. با کنترل هر یک از این عوامل می‌توان به نتایج مطلوب تری دست یافت. این عوامل عبارتند از:
- دانه بندی سنگ
- نوع چسب استفاده شده در ساخت سنگ
- سرعت گردش و سرعت رفت و برگشت سرکش
- خنک‌کننده‌ها
- فشار ابزار
- فرم قطعه کار
- جنس قطعه کار

## ماشین‌کاری مافوق صوت
ماشین‌کاری مافوق صوت که گاهی سنگ زنی ضربه‌ای مافوق صوت نامیده می‌شود از یک ابزار ارتعاشی مافوق صوت برای راندن مواد ساینده در دوغاب روی سطح قطعه کار استفاده می‌کند. ابزار در حالی که مشغول ارتعاش با وسعت میدانی در حدود چندین هزارم اینچ و بسامد بیست کیلوهرتز است به موازات محور تغذیه وارد قطعه کار می‌شود. هنگامی که ابزار وارد قطعه می‌شود، شکل منفی ابزار داخل قطعه تراشیده می‌شود. عمل برش توسط ذرات ساینده درون دوغاب که به صورت مستمر به زیر ابزار رانده می‌شود انجام می‌شود. تا ۶۰ درصد وزنی دوغاب را ذرات ساینده تشکیل می‌دهد. ساینده‌های سبک‌تر برای تسهیل جریان دوغاب در ایجاد سوراخ‌های عمیق استفاده می‌شوند. کاربید برن، اکسید آلومینیم و کاربید سلیسیم عمده‌ترین ساینده‌هایی هستند که به صورت دانه‌های بین اندازه سمبادهٔ ۴۰۰ تا ۲۰۰۰ مورد استفاده قرار می‌گیرند. وسعت میدان ارتعاش بایستی به صورت تقریبی با اندازه برش تقریباً تنظیم گردد. در این روش می‌توان از ابزارهای شکل دار برای برش هر ماده‌ای استفاده کرد ولی برای موادی با سختی ۴۰ راکول شامل مواد ترد و نارسانا مانند شیشه مؤثرتر است. در ماشین‌کاری مافوق صوت از مبدل‌های قابل تغییر شکل با مغناطیس یا پیزوالکتریک برای انتقال ارتعاشات با بسامد بالا به ابزار و ابزارگیر استفاده می‌شود. ذرات ساینده موجود در دوغاب توسط ابزار مرتعش سرعت بسیار بالایی می‌گیرند. ابزار معمولاً از جنس برنج، کاربید، فولا نرم یا فولاد ابزار است و بر حسب سختی آن‌ها مقدار سایش متفاوت خواهد بود. نسبت سایش (ماده برداشته شده در مقابل سایش ابزار) بین یک به یک (برای فولاد ابزار) تا صد به یک (برای شیشه) متغیر است. به دلیل تعداد بالای چرخه‌های اعمال بار، ابزار باید مقاومت کافی در برابر خستگی داشته باشد. پهنای برش در حدود دو برابر اندازه ذرات ساینده است و سوراخ به تدریج باریک می‌شود. این امر باعث می‌شود که نسبت عمق به قطر معمول سوراخ در حدود سه به یک محدود باشد. زبری سطح توسط اندازهٔ ذات سازنده کنترل می‌شود. سوراخ‌ها، شیارها و حفره‌های شکل دار مختلف را می‌توان به آسانی با این روش در انواع مواد سخت، رسانا یا نارسانا، فلزی، سرامیکی یا مرکب ایجاد کرد. مزایای این روش عبارت اند از: این روش یکی از محدود روش‌های ماشین‌کاری است که قادر به ماشین‌کاری شیشه است و همچنین ایمنی‌ترین روش ماشین‌کاری است. به دلیل نرمی پوست، این فرایند روی آن تأثیر ندارد. به واسطهٔ ارتعاش ثانویه ممکن است لرزش در محدوده‌ای وسیع ایجاد شود. علاوه بر ماشین‌کاری، انرژی مافوق صوت برای سکه زنی، صیقل کاری، حذف زائده‌ها و خان کشی نیز استفاده می‌شود. پلاستیک‌ها را می‌توان با استفاده از انرژی مافوق صوت جوش کاری کرد.

## برش با فوارهٔ آب و ماشینکاری با فوارهٔ ذرات ساینده
برش با فوارهٔ آب که به نام‌های ماشین‌کاری با فوارهٔ آب یا ماشین‌کاری هیدرودینامیک نیز خوانده می‌شود از برخورد یک فوارهٔ سیال با سرعت بسیار بالا به قطعه کار برای انجام عملیات برش استفاده می‌شود. آب با فشار بسیار بالا از روزنهٔ انتهای یک شیپوره خارج می‌شود. پارامترهای کلیدی در این فرایند، فشار آب، قطر روزنه، آهنگ جریان آب فاصلهٔ میان قطعه کار و شیپوره است. جنس شیپوره به دلیل قابلیت ماشین‌کاری و مقاومت در برابر سایش از نوع یاقوت مصنوعی انتخاب می‌شود. عمر ابزار در حد چندین صد ساعت معمول است. مکانیزم‌های تخریب ابزار شامل ورقه شدن در محل ناخالصی‌ها یا انقباض بواسطهٔ ته‌نشینی عناصر است. این امر بر نیاز به تصفیه بسیار دقیق پیش از تقویت فشار تأکید می‌نماید. در گذشته برای ایجاد چسبندگی بیشتر فواره پلیمرهای با زنجیرهٔ بلند به آب افزوده می‌شد ولی با طراحی درست شیپوره می‌توان بدون استفاده از افزودنی‌ها فواره‌ای مستقیم و پیوسته ایجاد کرد. از مزایای روش برش با فوارهٔ آب قابلیت برش مواد بدون گداختگی و پارگی است. مکانیزم حذف ماده بسیار ساده و به این صورت است که فشار آب هنگام برخورد با قطعه بر مقاومت فشاری آن غلبه می‌کند. این امر باعث باعث می‌شود مواد قابل بریدن با این روش به چرم، پلاستیک و سایر مواد غیرفلزی محدود شود که این بزرگ‌ترین عیب این فرایند است. از سیال‌های جایگزین نیز برای برش گوشت، مواد پخته شده و غذاهای منجمد استفاده می‌شود. عیب دیگر این روش پر سر و صدا بودن آن و نیاز کارگران به تجهیزات حفاظت از گوش است. در غالب برش با فوارهٔ آب در فلز کاری، افزودن مواد ساینده به جریان آب ضروری است. این فرایند تحت عنوان برش با فوارهٔ آب با دانه‌های ساینده شناخته می‌شوند. طیف وسیعی از مواد شامل فلزات، پلاستیک‌ها، لاستیک، شیشه، سرامیک و مواد مرکب قابل ماشین‌کاری با این روش است. نرخ‌های برش از ۲۰ اینچ بر دقیقه برای قطعات آکوستیک تا ۵۰ اینچ بر دقیقه برای اپوکسی‌ها و ۵۰۰ اینچ بر دقیقه برای برای محصولات کاغذی متفاوت است. ذرات ساینده درون محفظهٔ اختلاط که در پایین روزنهٔ فواره قرار دارد به آن افزوده می‌شود. در محفظهٔ اختلاط انرژی جنبشی آب به ذرات ساینده منتقل می‌شود و آب به همراه این ذرات از میان روزنهٔ شیپوری که لولهٔ اختلاط نیز نامیده می‌شود به بیرون رانده می‌شود. این طرح را می‌توان به صورت کاملاً فشرده اجرا کرد ولی در این صورت فرسایش در لولهٔ اختلاط بسیار سریع خواهد بود. حالت دیگر تغذیهٔ ذرات ساینده از مرکز شیپوره با استفاد از مجموعه‌ای از فواره‌های زاویه دار هم گرا برای انتقال انرژی جنبشی به این ذرات است. این نوع طراحی باعث مخلوط شدن بهتر آب و مواد ساینده و در نتیجه افزایش عمر شیپور می‌شود.

## ماشین‌کاری با فوارهٔ ذرات ساینده
یکی از کم هزینه‌ترین روش‌های ماشین‌کاری غیر مرسوم، ماشین‌کاری با فوارهٔ ذرات ساینده است. در این روش ماده توسط فوارهٔ متمرکزی از ذرات ساینده و بسیار شبیه به روش برش با فوارهٔ آب با ذرات ساینده برداشته می‌شود، با این تفاوت که در اینجا انرژی جنبشی توسط فواره‌ای از گاز بی‌اثر به ذرات ساینده منتقل می‌شود. در این روش سرعت ذرات ساینده به ۱۰۰۰فوت (۳۰۰ متر) بر ثانیه می‌رسد. مقدار کمی از ذرات ساینده، عمل کندن ماده از قطعه را در مقیاس بسیار کوچک انجام می‌دهد. این امر باعث می‌شود تا ماشین‌کاری با فوارهٔ ذرات ساینده برای کار با مواد سخت و ترد نظیر شیشه، تنگستن، سلیسیم و سرامیک مناسب ایده‌آل باشد. این روش برای مواد نرم و کشسان کاربرد ندارد.

## پرداخت سطح به وسیلهٔ ذرات سایندهٔ شناور در سیال مغناطیسی
فرایندهای پرداخت سطوح از جمله فرایندهای زیر شاخهٔ ماشین‌کاری هستند. یکی از انواع روش‌های نوین ماشین‌کاری سایشی فرایند پرداخت سطح به وسیلهٔ ذرات سایندهٔ شناور در سیال مغناطیسی است. اصول انجام این روش بر رفتار مغناطیسی بنا شده‌است. در این روش با استفاده از میدان مغناطیسی سعی بر آن است که ذرات سایندهٔ شناور در سیال مغناطیسی به سطح برخورد کنند. بیشترین کاربرد این روش (MFP) پرداخت سطوح کروی است. مهم‌ترین قطعاتی که به وسیلهٔ این روش تحت فرایند پرداخت سطح قرار می‌گیرند ساچمه‌های سرامیکی هستند که در ساخت بلبرینگ‌های هیبریدی به کار می‌روند. به دلیل کارکرد بلبرینگ‌های هیبریدی در سرعت بالا نیاز است تا ساچمه‌های سرامیکی به کار رفته در آن‌ها تا حد امکان کیفیت سطح بالایی داشته باشند. کاهش اندازهٔ ذرات ساینده، کاهش میزان اختلاط ذرات ساینده و افزایش سرعت دوران کلگی باعث بهبود کیفیت سطح می‌شوند و افزایش غلظت سیال مغناطیسی، کاهش میزان اختلاط ذرات ساینده در سیال مغناطیسی، افزایش اندازهٔ ذرات ساینده، افزایش سرعت دوران کله گی و افزایش زمان انجام فرایند باعث افزایش مقدار براده برداری می‌شود.